# Colegio Notre Dame (Cabo Haitiano)
El Colegio Notre Dame o el Colegio de Nuestra Señora del Perpetuo Socorro (en francés: College Notre Dame Du Perpetuel Secours) es una escuela católica y privada para varones y de educación primaria y secundaria fundada por la Congregación de la Santa Cruz en Cabo Haitiano (Cap-Haitien), Haití en 1904. Originalmente, la escuela estaba bajo el dominio de cuatro sacerdotes católicos seculares. También dirigieron la escuela los Hermanos de la Instrucción Cristiana, que también presiden otras instituciones educativas religiosas en toda la República de Haití. La escuela también tiene una larga y complicada historia con figuras religiosas y políticas de la isla, entre ellos los arzobispos y los Presidentes. Más del noventa por ciento de los estudiantes logra asistir a alguna institución de educación superior, en particular la Universidad Notre Dame de Haití.